# Douze Apôtres (cuirassé)
Pour les articles homonymes, voir Douze Apôtres.
 (juillet 2025).
Si vous disposez d'ouvrages ou d'articles de référence ou si vous connaissez des sites web de qualité traitant du thème abordé ici, merci de compléter l'article en donnant les références utiles à sa vérifiabilité et en les liant à la section « Notes et références ».
Le Douze Apôtres (en russe : Двенадцать апостолов, Dviednast Apostolov) est un cuirassé pré-Dreadnought construit pour la Marine impériale de Russie. Il servit dans la Flotte de la mer Noire et fut construit au chantier naval Nikolaïev.

## Historique

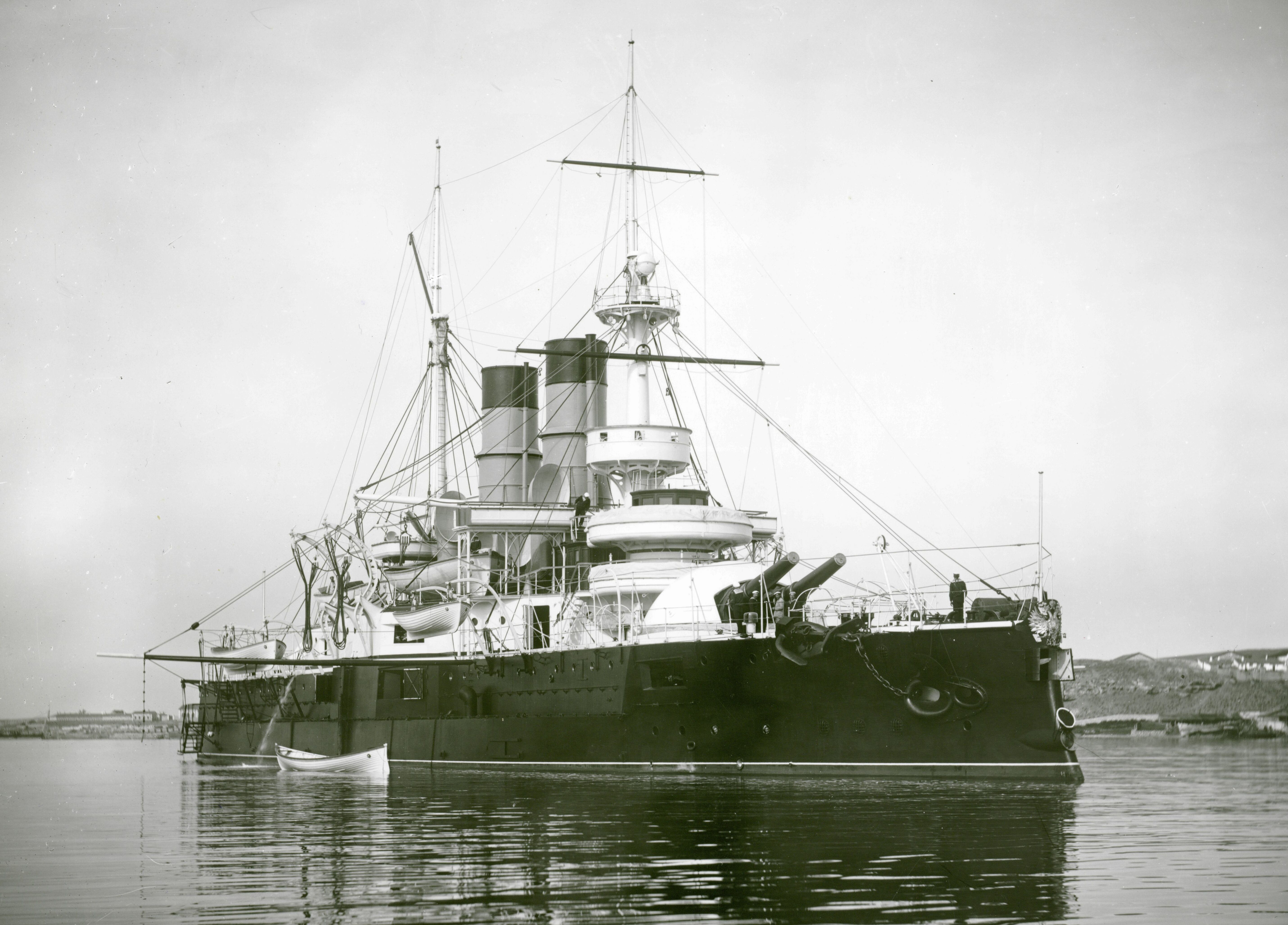
Le Douze Âpotres à Sébastopol

La construction de ce cuirassé débuta en février 1888, son lancement eut lieu en septembre 1890, son entrée en service en avril 1892. En 1905, il est mis en cale sèche dans le port de Sébastopol, en 1907 rayé des effectifs de la flotte de la Marine impériale russe, le 10 octobre 1911 désarmé et entreposé dans le port de Sébastopol. Lors de la déclaration de la Première Guerre mondiale il reprend du service, le 4 septembre 1914 il est utilisé comme navire entrepôt no 8. Ancré dans le port de Sébastopol il est capturé par les Allemands le 1er mai 1918 ; à la fin du conflit, le 24 décembre 1918, ces derniers remettent le cuirassé aux alliés. Restitué à l'Armée rouge, le 29 avril 1919 le Douze Apôtres prend part à la libération d'une partie[Quoi ?] de l'Ukraine. Le 24 juin 1919 le navire est capturé par l'Armée blanche et affecté à la flotte du Sud. Le 14 décembre 1919 avec d'autres navires il quitta le port de Sébastopol et mit le cap sur Istanbul. En décembre 1920, restitué à l'Armée rouge, le Douze Apôtres est affecté dans la flotte de la mer Noire de la Marine soviétique.
Le 20 juin 1921, le Douze Apôtres est ancré  dans le port de Sébastopol. En 1925, lors du tournage du film Le Cuirassé Potemkine il est utilisé comme navire figurant.

## Commandant duDouze Apôtres
- Mikhaïl Lochtchinsky

## Sources
- Conway's All the World's Fighting Ships 1860-1905